# 武漢ウイルス研究所
中国科学院武漢ウイルス研究所（ちゅうごくかがくいんぶかんウイルスけんきゅうじょ、簡: 中国科学院武汉病毒研究所, 英: Wuhan Institute of Virology; WIV）は、中華人民共和国（中国）湖北省武漢にある、ウイルス学研究所である。1956年設立。中華人民共和国国家重点実験室に指定されている。名称については中国科学院武漢病毒研究所（ちゅうごくかがくいんぶかんびょうどくけんきゅうじょ）とも表記される。
2016年12月現在、研究所には合計266人の研究員がおり、内訳は科学研究職189名、大学院生253名（博士課程124名と修士課程129名）などが在籍する。
所長は王延軼。党委員会書記は肖庚富。

## 沿革
1956年、「中国科学院武漢微生物研究室」として設立。
同年6月5日、中国科学院が武漢大学と華中農業大学と協力して武漢に微生物学研究所を設立することを決定。
研究室の設立は、武漢大学学部長で微生物学の主任教員を務めていた高尚蔭を筆頭として行われた。研究室は、各分野の研究のために次の4つのグループに分かれていた。
| 研究分野                         | 研究内容                                                         | 指導者                                    |
| -------------------------------- | ---------------------------------------------------------------- | ----------------------------------------- |
| ウイルス学                       | 動物および植物ウイルス、細菌ウイルス                             | 武漢大学学部長兼微生物教育研究主任 高尚蔭 |
| 土壤微生物学                     | 土壌微生物の生命活動と植物および土壌との関係                     | 華中農学院土壤農学研究主任 陳華癸         |
| 植物病理学                       | 微生物を利用した植物病の抑制                                     | 華中農学院植物保護研究主任 楊新美         |
| 微生物変異学、遺伝学および育種学 | 細菌（放線菌を含む）およびそれらのファージ変異、遺伝学および選択 | 武漢大学微生物教育研究副主任 趙保国       |

1961年11月、「中国科学院中南微生物研究所」、さらに1962年10月には「武漢微生物研究所」に改名され、1966年に中国科学院の地方分院が廃止されるとともに湖北省科学技術委員会の所管となり、「湖北微生物研究所」となった。1978年の科技大会の前に中国科学院の管轄に戻され、「中国科学院武漢病毒所」として改編された。
2003年、中国科学院は武漢ウイルス研究所に中国本土初となるバイオセーフティレベル4（BSL-4）の実験施設を設置することを承認した。2014年末、フランス政府のCIRI研究所（英語版）と共同で、3億元（4,400万米ドル）をかけてWIVの国立バイオセーフティ研究所の建設が完了した。新しい実験棟には、3000m2のBSL-4スペースがあり、さらに20のBSL-2と2つのBSL-3実験室が存在する。BSL-4施設は、2017年1月に中国合格評定国家認可委員会実験室認可証書（CNAS）の認証を受け、2018年1月にBSL-4レベルの研究施設「中国科学院武漢国家生物安全実験室」を開所した（後述）。バイオセーフティーレベル4（BSL-4）の研究所では、SARS、H5N1型インフルエンザ、日本脳炎、デング熱などの危険度の高いウイルスや、炭疽菌の研究を可能とする最高レベルの設備が必要となる。
そうして設置された中国科学院武漢国家生物安全実験室は、テキサス大学医学部付属ガルベストン研究所（英語版） や、また、カナダ政府からも資金援助を得ていた科学者キュウ・シャンガオ（Xiangguo Qiu）とその夫ケディング・チェン（Keding Cheng）が、2019年7月になんらかの非公開の理由でカナダから護送されるまでは、カナダの国立カナダ微生物学研究所（英語版）とも関係があり、また武漢ウイルス研究所の研究者は、コロナウイルスに関する機能獲得研究においてアメリカの研究者とともに協力している。
研究所を建設する際には、多くの安全対策が考慮された。氾濫原から離れた場所に建設され、また、この地域は地震の経験がないにもかかわらず、マグニチュード7の地震にも耐えられるように作られている。研究員の多くは、フランスのリヨンにあるBSL-4研究所にて研修を受けている。また、オーストラリア、カナダ、アメリカにおいても講習を受けた後、研究所の正式な開所前に所内で改めて研修を受けている。分子生物学者、 リチャード・H・エブライトをはじめとするアメリカの科学者は、同研究所を「ウイルス学と免疫学で世界レベルの研究を行っている世界的な研究機関」として、コウモリ由来のコロナウイルスの研究で世界をリードしていることを評価した一方で、2004年4月頃に中国・北京のウイルス研究所でSARSコロナウイルスの流出事故（バイオハザード、アウトブレイク）が発生していることから、中国のBSL-4研究所の拡大計画の進捗と規模に懸念を示している。

## 施設
以下の研究センターを傘下に持つ。
- 新興感染症研究センター
- 中国ウイルス資源・バイオインフォマティクスセンター
- 応用・環境微生物学センター
- 分析生物化学・バイオテクノロジー部門
- 分子ウイルス学研究室

### 付属施設
中国科学院武漢国家生物安全実験室（ちゅうごくかがくいんぶかんこっかせいぶつあんぜんけんじっけんしつ、中国科学院武汉国家生物安全实验室、National Biosafety Laboratory (NBL), Wuhan）は、武漢P4ラボまたは地元では単にP4ラボとも呼ばれる、中国科学院と武漢市政府の共同事業によって建設されたP4（バイオセーフティレベル4:BSL-4）研究施設である。2015年1月31日に完成し、2018年1月5日に正式な供用が開始された。
新型コロナウイルスの感染拡大が顕在化する以前は、対外的にも実験施設についてアピールしており、フランスとの提携もあり、2017年2月23日には当時のフランス首相、ベルナール・カズヌーブが視察を行っているほか、アメリカ国立衛生研究所からの経済援助を受けた米大学との共同研究も行われていた。
SARSが流行していた最中の2003年7月24日、当時の武漢市長である李憲生（中国語版）と中国科学院副院長の陳竺（中国語版）がBSL-4の研究施設の建設で合意し、「バイオセーフティーレベル4（P4）ラボラトリーの共同建設に関する協定」に署名、調印した。当初は2006年に供用を開始する予定であった。中国で初のBSL-4研究施設であり、アジアでも3番目のBSL-4研究機関となった。
2004年10月に中国を訪問したジャック・シラク大統領は、フランスが中国のP4レベルのウイルス研究施設の建設を支援する協力協定に署名したが、フランスの専門家は、中国がフランスから提供された技術を生物兵器の開発に転用することを懸念し、またフランスの諜報機関、対外治安総局も警鐘を鳴らしたという。
2008年、中国は日本のJIS、日本工業規格（現: 日本産業規格）にあたる中華人民共和国国家標準（GB）の「実験室のバイオセーフティーに関する一般要求事項」（中国語簡体字: 实验室生物安全通用要求）を見直し、それまでのGB 19489-2004に代わって新たにGB 19489-2008を制定、規格を改正した。
様々な要因により、研究施設の完成は2015年1月31日まで延期され、2017年2月23日、フランスのベルナール・カズヌーヴ首相がテープカットとスピーチを行った。2018年1月5日、中国科学院武漢国家生物安全実験室は、国家衛生福祉委員会による現地審査に合格し、微生物学に基づき、エボラ出血熱をはじめとする自然由来のウイルスやその他の新興ウイルスの高病原性の病原体の研究、実験が法的に可能となり、中国初のP4研究施設として正式に供用を開始した。設立当初はフランスと中国の共同研究施設とされた、フランスの首相がテープカットを行うなどしたが、フランスで研修を受けた50人近い研究者はこの研究施設に所属することなく、その後中国の別の研究施設に異動したことが判明している。

## 研究機器
- 日立製作所 H-7000FA透過型電子顕微鏡
- Amray 1000B走査型電子顕微鏡
- ギルソン GIAPD多機能分析システム
- 島津製作所 GC-9Aガスクロマトグラフィーシステム
- 島津製作所 UV-300紫外可視近赤外分光光度計
- アジレント・テクノロジー Super NOVA 極薄スライサー[7]

## 歴代所長
| 代 | 姓名   | 任期                  | 備考 |
| -- | ------ | --------------------- | ---- |
| 1  | 高尚蔭 | 1956年6月－1984年3月  |      |
| 2  | 丁達明 | 1985年9月－1987年9月  |      |
| 3  | 何添福 | 1994年4月－2000年10月 |      |
| 4  | 胡志紅 | 2000年10月－2008年8月 |      |
| 5  | 陳新文 | 2008年8月－2018年10月 |      |
| 6  | 王延軼 | 2018年10月－          |      |

## 歴代党委員会書記
| 代 | 姓名   | 任期                  | 備考 |
| -- | ------ | --------------------- | ---- |
| 1  | 許 力  | 1958年3月－1959年2月  |      |
| 2  | 劉 然  | 1961年3月－1979年12月 |      |
| 3  | 曹 健  | 1980年1月－1984年7月  |      |
| 4  | 湯吉梅 | 1987年9月－1992年4月  |      |
| 5  | 何添福 | 1992年4月－1996年6月  |      |
| 6  | 李興革 | 1996年6月－2004年8月  |      |
| 7  | 袁志明 | 2004年8月－2013年8月  |      |
| 8  | 肖庚富 | 2018年12月－          |      |

## コロナウイルス研究

### SARS関連コロナウイルス
2005年、武漢ウイルス研究所の研究者らは、中国に生息するヒメキクガシラコウモリ（英語、中国語版）がSARSコロナウイルスに類似したウイルスを広く媒介していることを発見した。研究が続けられ、研究者たちは、中国各地で数千匹ものコウモリを採取し、300以上のコウモリ由来のコロナウイルスを抽出、分離させ、ゲノム配列を分析した。
2015年、武漢ウイルス研究所の研究者2名を含む国際チームが、コウモリ由来のコロナウイルスであるSHC014-CoV（英語版）をヒト由来の培養細胞（細胞株）であるHeLa細胞に感染させる実験に成功した。研究チームは、コウモリコロナウイルスと、マウスで増殖してヒトの病気を模倣するように調整されたSARSウイルスを組み合わせて、いわゆるハイブリッドウイルス、キメラウイルスといわれる新たなウイルス（英語版）を作成した。このハイブリッドウイルスは、ヒトの細胞に感染させることができた。
2017年、同研究所のチームは、雲南省の洞窟でコウモリから発見されたコロナウイルスにSARSウイルスの遺伝子が含まれていたと発表し、ヒトのウイルスの直接の祖先はこの洞窟で発生したという仮説を立てた。5年かけて洞窟内のコウモリを採取した研究チームは、洞窟からわずか1km先に集落が存在することを指摘し、「人に伝播してSARSに似た病気が新たに発現する危険性がある」と警告している。
2018年には、同研究所のチームによって発表された別の論文において、このコウモリが見つかった洞窟の周辺、雲南省晋寧区西陽郷夕阳乡付近に居住する村人を対象に採取したサンプルに対して行われた免疫学、血清学的調査の結果が報告された。それによると、村人218名のサンプルの内、6名の血液中にコウモリ由来のコロナウイルスの抗体が検出され、コウモリから人への感染の可能性があることが判明した。
COVID-19のパンデミック以前、およびパンデミック中、武漢ウイルス研究所におけるコロナウイルスの研究はBSL-2およびBSL-3の実験室で行われている。

### COVID-19 パンデミック
2019年12月、武漢で未知のコロナウイルスに関連する肺炎の症例が保健当局に報告された。同研究所が保有するコロナウイルスの検体を確認したところ、この新種のウイルスは、同研究所の研究者が中国南西部のコウモリから発見したウイルスであるRaTG13と96％の遺伝的類似性があることが判明した。
ウイルスが世界中に広がる中、同研究所においても調査を続けられた。2020年2月、同研究所の石正麗が率いるチームが、SARSコロナウイルス2（2019-nCoV）の遺伝子配列を世界で初めて特定、解析、命名し、世界中の科学者と共有する学術データベースにアップロード、有名なイギリスの学術誌である『Nature』に論文を発表した。2020年2月19日、同研究所は、ウイルスの全ゲノムの入手に成功した経緯を記した文書をウェブサイト上で公開した。2020年2月、知的財産権に関する懸念が生じたため、同研究所は、ギリアド・サイエンシズ社が所有する実験薬、レムデシビルを使用するための特許を中国で申請した。同研究所は、試験管内（in vitro）でウイルスを阻害することを発見した。WIVは、「関連する外国企業が中国の伝染病の予防と制御に貢献するつもりであれば、新たな中国の特許権を行使しない」と述べている。
2020年4月、ドナルド・トランプ政権はコロナウイルスがコウモリから人間に広がる仕組みを研究するためのアメリカ国立衛生研究所（NIH）の助成金を打ち切った。

### コロナウイルス流出疑惑
研究所は、ウイルスの起源に関する陰謀論や根拠のない憶測の中心となってきた。これらにより、オーストラリア、アメリカなど諸外国と中国との間の政治的緊張の原因となっている。研究所内の施設に保管されていたウイルスが操作されたり、誤って外部に持ち出されたりしたことによって新型コロナウイルスの初期の流行が引き起こされ、そのことを複数の研究者らが共謀して隠蔽を図ったのではないかという疑惑が持たれている。石正麗は、WIVとCOVID-19の出現との間に関連性があることを否定した。2021年2月、武漢での調査を終えたWHOの専門家チームは、COVID-19の実験室からの漏洩については「極めて低い」とし、起源や早期感染の可能性について専門家がそれ以前から予想していたことを裏付ける結果となった。この報告を受けて、ジョー・バイデン米大統領やボリス・ジョンソン英首相などの政治家や、テドロス・アダノム・ゲブレイエススWHO事務局長は、COVID-19の起源についてさらなる調査を中国に対して要求している一方、「偶発的な漏出の可能性はあるが、その可能性は低い」とする一定の科学的見解も示されている。
2015年にアメリカ国立衛生研究所は研究の委託として370万ドルの資金援助を行うなど同研究所はコロナウイルスを積極的に研究している。
2017年頃から、施設管理の面からウイルス漏洩の可能性が指摘されており、現在、武漢華南海鮮卸売市場とともに、新型コロナウイルス感染症（COVID-19）の原因ウイルスであるSARS-CoV-2の発生源であるとの疑惑が上がっている。
アメリカ合衆国のFOXニュースや『ワシントン・ポスト』では2018年にアメリカの外交官が同研究所を視察した際に「危険性」があると、研究所の安全面の不備についてアメリカ国務省に公電にて伝達していたとする報道があり、これについて米政府も調査中である。
ドナルド・トランプ米大統領は、ウイルス漏洩について「証拠を見たことがある」として武漢ウイルス研究所からのウイルス流出を主張、国務長官のマイク・ポンペオも、「かなりの量の証拠がある」としたが、のちに「確信はない」と付け加えた。
これに対し、武漢ウイルス研究所の幹部は「ありえない」話だとして全否定、中華人民共和国外交部も同研究所からウイルスが流出したとの説を否定した。
さらに、世界保健機関（WHO）もウイルスは動物由来で、人工のものではないとしたうえで、「研究所から流出した可能性はないとみている」とした。アメリカのインテリジェンス・コミュニティーを統括する国家情報長官室（ODNI）もウイルスは人工のものではないと発表し、UKUSA協定に基づき英語圏5カ国の諜報当局が運営するファイブアイズも「研究所から流出した可能性は極めて低いとみている」と報じられた。
2020年5月18日にテレビ会議形式で開かれたWHOの総会では、中国での新型コロナウイルスの発生源について国際的な独立調査を行うことで同意した。
2021年2月3日、新型コロナウイルスの起源を調査する世界保健機関専門家チームが訪問、調査を開始した。2月9日には、同研究所からのウイルス漏洩の可能性は低いとの見解を発表している。
2021年3月30日、このWHO調査団が実施した実地調査報告書について、アメリカ合衆国、日本、イギリス、オーストラリア、カナダ、韓国、チェコ、デンマーク、エストニア、イスラエル、ラトビア、リトアニア、ノルウェー、スロベニアは「完全な元データや検体に実際に接していない」として、「共通の懸念」を示す共同声明を発表した。声明では、中国が専門家に対して完全なアクセスを提供することを要請し、「こうした調査は、独立した客観的な提言と事実解明ができるような作業環境で実施されるべきだ」「国際専門家による調査の実施が大幅に遅れ、完全なオリジナルのデータおよび検体へのアクセスが欠如していた」「独立した専門家にとって、今回のパンデミックがいかにして発生したのかを判断するためには、関連する全てのヒト、動物、環境のデータ、研究、発生初期段階に関わった当事者に完全にアクセスできることが極めて重要である」と中国政府の対応を批判した。ジェン・サキアメリカ合衆国国務省報道官も「中国は透明性のある対応を取らなかったし、基本的なデータも提供しなかった。協力と言えるようなことはしていない」と断じ、「独立した国際的な専門家」による第2次調査が必要だと指摘し、第2次調査では「自由なデータへのアクセスと、当時現場にいた人々に対する聴取ができるようにすべきだ」と批判した。WHOのテドロス事務局長もWHO調査団が実施した実地調査では、手が加えられていないデータの入手が困難だったと批判した。また、『読売新聞』社説は「報告書の共同執筆という形で中国の介入を許したことで、調査や分析の信頼性が損なわれたのは明らかである」「調査や報告書の作成は、当初から中国政府の強い影響を受けており、中国の主張に沿う結論が導き出されるのは予想されていた」「報告書は、WHOと中国の各17人の専門家が共同執筆したという。なぜ、WHOの独立した調査にできなかったのか。現地調査や報告書の公表は予定より大幅にずれ込んだ。中国に注文を付けられ、調整が難航したためだろう」「調査に参加した専門家は、中国は『感染拡大初期の患者の生データ提供を拒否した』と証言している」と批判した。
同年にドナルド・トランプから政権を引き継いだジョー・バイデン大統領は、5月末に情報機関へ改めて再調査を指示、90日以内に報告するよう求めた。一度は可能性は低いとしていた英国情報機関もこの問題を再検証し、現在では「可能性がある」とみていると報じられた。これを受け、6月に米紙『ウォール・ストリート・ジャーナル』(WSJ)が武漢ウイルス研究所からの流出の可能性について報じると、一度は陰謀論とされたこの説も再燃することとなった。報道では、米ローレンス・リバモア国立研究所が新型コロナウイルスのゲノム解析を基に作成した報告書では、武漢ウイルス研究所からウイルスが流出し、パンデミックに至ったという仮説は妥当であると結論付けられ、また、トランプ政権時代に作成された米情報機関の報告書では2019年11月に同研究所の研究員3名に新型コロナウイルス感染症ともインフルエンザともとれる症状が発現したと記載されたとしている。同月にイギリスで開かれたG7コーンウォール・サミットでは対中議題の一つとして研究所流出説が取り上げられ、WHOによる再調査を求めた。3月の調査後に「極めて可能性は低い」としていたWHOのテドロス事務局長も同会議に出席し、「第2段階の調査」を示唆した。
これらの報道に対して、中国外交部の趙立堅副報道局長は6月17日、米国側が言い立てているとして「デマ」だと反発した。また、武漢の研究者らの新型コロナ研究は「ノーベル医学生理学賞に値する」とも主張した。
2021年7月16日には、WHOが再び中国における第2段階の調査と武漢ウイルス研究所の「監査」を提案している。しかし、中国国家衛生健康委員会は「科学的でない」などとこれに反発、8月12日にはWHOが声明で「政治的意図を持たない」ことを中国など各国に向けて呼びかけた。これに対し、翌日13日には中国の馬朝旭外務次官が「『政治的調査』ではなく『科学的調査』を求める」として再調査への拒否感を示している。
中国共産党系ニュースサイトである『中国網』や 同じく中国共産党の機関紙『人民日報』系の『人民網』、また中国の国際ラジオ放送である中国国際放送では、アメリカ軍の研究所であるフォート・デトリックからの流出説を唱え、武漢ウイルス研究所からの流出説に反発、在大阪中華人民共和国総領事館のTwitter公式アカウント（中華人民共和国駐大阪総領事館）までもがそれを公然と主張する投稿を行っている。これらに対し、WHOの健康危機管理（緊急対応）責任者を務めるマイク・ライアン博士は8月25日、中国当局の主張について、アメリカに責任転嫁するのは「矛盾」した対応であると述べている。
8月末には、5月のバイデン大統領の指示に基づき、調査を行ったアメリカの情報機関による調査結果が、合衆国国家情報長官が統括し、中央情報局（CIA）や国家安全保障局（NSA）や海軍情報局（ONI）など18機関からなるアメリカのインテリジェンス・コミュニティーから23日に大統領に報告され、27日に報告書の要綱が公表された。人為的にウイルスが開発された可能性は低いとしたものの、ウイルスの発生源については各機関ごとで意見が割れており、依然としてはっきりとした「結論」が出ないままとなっている。インテリジェンス・コミュニティーの内、1つが研究所流出説を支持、またインテリジェンス・コミュニティーの4機関と国家情報会議（NIC）が動物媒介説を支持したとされる。また、報告書では中国政府が国際調査や情報公開に対して取っている極めて後ろ向きな姿勢を指摘し、バイデン大統領も中国政府による「隠蔽」や「透明性の低さ」、「非協力的」な姿勢を批判、再び中国が反発を繰り返す事態となっている。
2023年2月26日、『ウォールストリート・ジャーナル』（WSJ）は、米エネルギー省（DOE）が確信度は低いと判断としながら、新たな情報に基づき、武漢のウイルス研究所から意図しない形での流出が起きた可能性が高いと分析し、ホワイトハウスにも伝えたと報じた。研究所からの意図せぬ流出説は、FBIもDOEとは根拠は異なるがある程度の確信を持って支持しているとされた。一方、米政府内では自然界の動物から人間に感染した説を支持する機関も複数あり、国家情報会議（NIC）と他の4つの機関は、確信度は低いと判断としながら、動物からの自然感染を支持し、CIAなど2つの機関はどちらの立場を取るか決めかねている。ただ、いずれの情報機関も、新型コロナが中国による生物兵器開発の結果ではないとの意見では一致している。2月26日、CNNの番組に出演したジェイク・サリバン大統領補佐官は、WSJの報道を肯定も否定もせず、「情報機関のコミュニティーにはさまざまな見解がある」「その多くは十分な情報を持っていないと述べている」と語った。WSJは「更新された文書は、新型コロナウイルスがどのように出現したかについて、情報当局がいまだ断片をまとめる過程にあることを浮き彫りにしている」と述べている。2月27日、CNNは、エネルギー省の確信度の低い判断は、依然として米情報機関内での少数派の見解であることが分かったと報じた。また民主党の関係者は、エネルギー省の判断の重要性を低いとみているが、その理由は、他のより重要な機関が自分たちの立場を変えていないからであり、これらの機関もエネルギー省が判断材料とした情報には目を通しているという。ニューヨーク・タイムズによると、最近の議会でのウイルスの起源に関する報告は超党派的なものではなく、多くの共和党員が武漢の研究所が起源であると発言し、1月に共和党が下院に設置した委員会では「研究所流出説」の検証を中心課題としているという。動物からの自然感染説については、2022年7月のScience誌に「武漢の海鮮市場の動物から広がった」という証拠が改めて示されている。2023年2月に実施した調査では、アメリカ人回答者の44％が研究室から流出したと考えていたが、民主党支持者の32%、共和党支持者の67%が研究所からの流出と考えていた。
2023年6月、アメリカのインテリジェンス・コミュニティーを統括する国家情報長官室は、議会で成立した「COVID-19起源法」に従い、ウイルスの起源に関する報告書を機密解除した。この報告書では、ラボ流出説を完全には否定できないとしつつも、国家情報会議（NIC）および情報機関の大多数（いずれも「確信度は低い」としながら）は、パンデミックは動物由来の事象として始まった可能性が最も高いと評価している。SARS-CoV-2またはその前駆体ウイルスが実験室内に存在していた証拠や、バイオセーフティ上の事故が発生したという証拠は見つからなかった。この報告に対して、ラボ流出説の支持者たちは、情報機関が中国と共謀している、あるいは無能であると非難した。『シドニー・モーニング・ヘラルド』紙の科学記者リアム・マニックスは、この米国の報告書によって「ラボ流出説の終焉」が訪れたと報じ、それは「派手な終わりではなく、ひっそりと終わった」と記した。
2025年、CIAの報道官は、コロナウイルスは動物由来よりも中国の研究所から流出した可能性が「より高い」と評価しているが、その結論への「確信度は低い」と述べた。同年4月18日、ドナルド・トランプ政権（2期目）は、COVID.govやCOVIDtests.govなどの連邦政府のCOVID-19関連情報サイトを閉鎖し、これらのドメインを「Lab Leak: The True Origins of COVID-19（ラボ流出：COVID-19の真の起源）」と題するホワイトハウスのランディングページにリダイレクトさせた。このページはラボ流出説を支持する内容となっている。ウイルス学者のアンジェラ・ラスムッセンは、このホワイトハウスのウェブサイトを「公衆衛生および生物医学研究に関するプログラムの体系的な破壊を正当化するための純粋なプロパガンダ」と呼び、トランプ政権の主張はすべて虚偽または誤解を招くものだと批判した。また、中国政府も米国が武漢の研究所流出説を唱えることについて「感染症対策における自らの不十分なパフォーマンスを深く反省しないばかりか、『責任転嫁』の道をますます深めている」と非難し、「感染拡大への対応で国際社会が団結する努力を深刻に損ない、世界の公衆衛生ガバナンスにおける明らかな欠陥となった」と指摘した。その上で、米国で2019年に原因不明の呼吸器疾患が例年に比べ増加したなどとして「米国の多くの地域で武漢より早く新型コロナの陽性反応や手がかりが複数出ていたことが示唆されている」とし、米国で起源を巡る徹底調査の必要性を強調した。米国のバイオテクノロジー研究所での事故を起源とする専門家の見解も紹介した。